# Leucodon parvulus
Leucodon parvulus là một loài Rêu trong họ Leucodontaceae. Loài này được (Mitt.) A. Jaeger mô tả khoa học đầu tiên năm 1877.